# Urška Bajda
Urška Urša Bajda, slovenska šolska knjižničarka, * 1973
Diplomo (2003) in magisterij (2016) iz bibliotekarstva je pridobila na Filozofski fakulteti v Ljubljani. Dela kot knjižničarka na OŠ Tončke Čeč Trbovlje. Delala je v Javnem zavodu Osnovna šola Marjana Nemca Radeče.
Sodelovala je v projektu eTwinning. V letih 2021 in 2022 je bila članica strokovne komisije za podelitev priznanja zlata hruška.
V mandatu 2022–2026 je kot predstavnica Območnega odbora SVIZ Zasavje članica predsedstva sekcije šolskih knjižničarjev pri Sindikatu vzgoje, izobraževanja, znanosti in kulture Slovenije (SVIZ).

## Nagrade in priznanja
- Čopovo priznanje za leto 2016 - za izjemen prispevek pri promociji dejavnosti šolskih knjižnic, dvigu informacijske pismenosti mladih ter krepitvi sodelovanja in povezovanja zaposlenih v knjižničarstvu.[3]